# شرلوك هولمز (مسرحية)
شرلوك هولمز هي مسرحية مُكَونة من أربع فصول كُتِبَت من قِبَل ويليام جيليت ونُشِأت عام 1899 م بمدينة نيو يورك.
تحكي هذه المسرحية تحقيق جديد للمُحقق يُدعى شرلوك هولمز، حيت أن بعض متواليات أحداث المسرحية مستوحاه من مغامرات الكنسي شرلوك هولمز  وخاصتاً رواية: فضيحة في بوهيميا ، المشكلة الأخيرة ودراسة بالقرمزي. ((فيما يخص «الكنسي شرلوك هولمز» أو «الكنسي الهولمزي» فهى تشير إلى مجموعة مكونة من أربع روايات و56 قصة قصيرة كُتِبَت من قِبَل آرثر كونان دويل)).
كان الإستقبال النقدي لشرلوك هولمز أيجابياً ومشجعاً جداً، كما عُرِضَت المسرحية خلال العديد من مناسبات إحياء العَمَل الفَنّي القديم في بلاد مختلفة وعلى مدار عدّة سنوات.
و قد تم تكييف هذا العمل الفنّي ليلائم عرضه في السينما والراديو والتلفزيون والقصص المُصَوَّرة.
و بفضل ترجمة الكاتب بيير دوكورسيل نُشِرَت المسرحية باللغة الفرنسية في عام 1907 م من قِبَل بيير لافيت. ولكن هذه الترجمة تختلف إلى حد كبير عن النسخة الأصلية: فقد تم تغيير أسماء بعض الأشخاص، وأعُيدت تقسيم المسرحية إلى خمس فصول وأصبحت تحمل نهاية مختلفة تماماً عن النهاية الأصلية بل هي نهاية مستوحاه من " المنزل الفارغ (الخالى) ((و هي واحدة من الست وخمسون قصة قصيرة لآرثر دويل)).
لم تُكتب هذه المسرحية المُترجمة من قِبَل آرثر كونان دويل، ولم تكن تُعتَبر كعمل من عمال كونان الخاصة بشخصية هولمز ومع ذلك فهى ترتبط بها ارتباطاً وثيقاً، طالما أن مُختَرِع شخصية شارلوك هولمز تحقق من صحة جودتها النهائية ولهذا السبب يصبح مذكوراً باعتباره مشارك في تأليف المسرحية. عن جون بيير كروكيه:«في الوقت الذي تلعب فيه مسرحية چيليت دوراً هاماً في تنمية اسطورة شارلوك هولمز، فهى تتقَدّم كجزء لا يتجزأ من العمل الفنّي.»

## النسج الفنّي

### الشخصيات
- چيمس لارابي، يحمل أسم مستعار «شتوود» - (أما في النسخة الفرنسية: چيمس أورليبار أسمه المستعار «موراي»): في دور رب البيت ومقترف. وهو رجل كبير ذو شعر اسود، حَسِن البِنية، ذو وجه حاد، يرتدي ملابس تميل بعض الشيء إلى الأناقة.
- ماغي لارابي، (في النسخة الفرنسية: ماغي أورليبار): زوجة چيمس لارابي وهي أمرأة جميلة ذات شعر أسود ولكنها ذات وجه حاد.
- چودسون فورمان، (في النسخة الفرنسيّة: بنچامين فورمان): رئيس خدم عائلة لارابي وهو ذو هيئة جيدة لا تشوبها شائبة.
- أليس فولكنر، (في النسخة الفرنسية: أليس برنت): فتاه شابة تسكن لدى عائلة لارابي وهي فتاه جميلة، لديها علامات وبعض التشوهات على زراعيها مما يدل على سوء المعاملة.
- السيدة فولكندر، (في النسخة الفرنسية: السيدة برنت): والدة أليس تسكن أيضاً لدى عائلة لارابي وهي شقراء وترتدي فستاناً أسود في حالة يرثى لها (ممزق وقديم).
- تريزا: خادمة أليس، امرأة فرنسيّة، ذات وجه جميل.
- سيدني برنس، (في النسخة الفرنسية: چون بربب): رجل متعدد الحرف ومجرم، من دائرة معارف عائلة لارابي، وهو رجل قصير القامة يرتدي بيده عدّة خواتم.
- شرلوك هولمز: مخبر خاص.
- بيلي: وصيف (خادم) المخبر.
- دكتور واطسون: صديق المخبر.
- بارسون: (في النسخة الفرنسية: چون): خادم واطسون
- البروفيسور موريارتي: عدو شارلوك هولمز.
- الفريد باسّيك: الزراع الأيمن للبروفيسور موريارتي ومساعده، رجل يبلغ من العمر أربعين عاماً، ذو شعر اسود، حسن البنية لديه نظرة مُرَوّعة.
- مكتاجوي، ليرى وكريجين، (في النسخة الفرنسية: فليتشر، جارفيس وفيتون): رجال من أنصار موريارتي.
- الكونت ڤون ستلبورج، والسيد إدوارد ليتون، (في النسخة الفرنسية: الكونت ستلبورج وبارون التينهيم): من طبقة الأشراف (الطبقة الأرستقراطية).

### الحبـكة

#### السياق
چيمس وماغي لارابي هم ثنائي من المجرمين. أثناء سفرهم التقوا بأليس فولكنر، فتاه جميلة من أسرة جيدة والتي كانت تتأثر تأثراً كبيراً بانتحار أختها. فقد كان سبب أنتحار اختها هو ارتباطها السرّي برجل من طبقة النبلاء الألمانية وأنتهى هذا الأرتباط بوحشيّة حيث رفض الزواج بها، تبادلت رسائل الحب بين العاشقين خلال فترة ارتباطهما. وقامت أليس بأسترداد الرسائل. كل ما كانت تأمل به أليس هو أن تنتقم لأختها من خلال إرسال تلك الرسائل إلى زوجة هذا الرجل المستقبليّة لتخلق له فضيحة. فقرر الزوجان لارابي الأستيلاء على الرسائل وأن يعيدوها إلى عائلة ذلك الرجل الألماني صاحب الشخصية الهامة مقابل مبلغ من المال، وقد قاموا أيضاً بأستضافة لأليس في مسكنهم بلندن متظاهرين بالرحمة والأشفاق عليها.

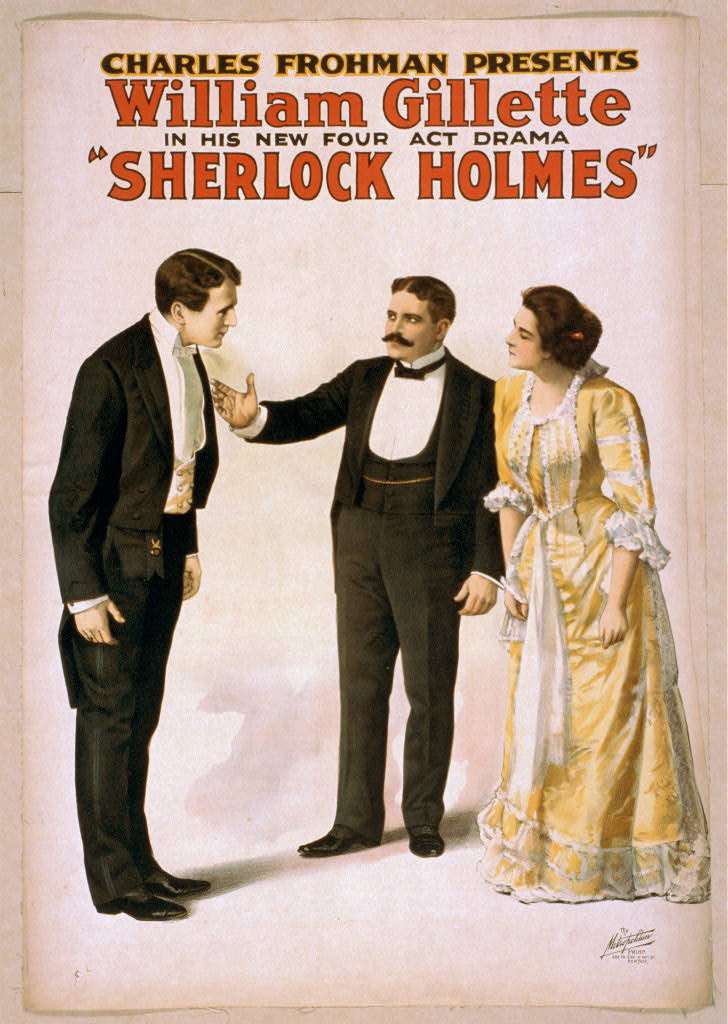
چيمس أورليبار يقدّم شارلوك هولمز لزوجته

##### الفصل الأول
عندما ترفع الستار، نرى الزوجان لارابي يحاولون أخذ الرسائل الموجودة داخل علبة في صالون المنزل ولكن قد قامت أليس بتغيير مكانهم بالفعل. حيث حاولت سيدني برنس البحث عنهم لكنها لم تجدهم، عند إذ قام جيمس لارابي بتهديد الفتاة لكي تكشف له عن مكان الرسائل ولكن دون جدوي. قامت أسرة الرجل التي كانت أخت أليس على علاقة به بالأتصال بشارلوك هولمز لكي يستعيد لهم الرسائل المرهونة، وبالفعل وصل هولمز إلى منزل لارابي.
أدرك المحقق اندلاع حريق داخل المنزل والتي تولد منها حركة لا إرادية من قبل أليس فأتجهت مسرعة نحو كرسي في غرفة المعيشة. ومن هنا تفقد هولمز نسيج الكرسي ووجد فيها الرسائل التي تم تخبئتها من قِبَل الفتاة. لكنه يعلم بأن أليس يمكنها مقاضاته في المحكمة بتهمة السرقة لذلك فضّل المحقق هولمز أن يُعيد لها الرسائل وأيضاً لكي يكسب ثقتها قبل أن يغادر المنزل. أدرك جيمس لارابي أن هذا الرجل غير مجدي للأستيلاء على الرسائل من أليس لذا: بيع تلك الرسائل للأسرة الألمانية الرفيعة يجب أن يتم بالضرورة بواسطة هولمز.

##### الفصل الثاني
تدور الأحداث في مكتب البروفيسور موريارتي. والذي كان يتحدث مع الفريد باسّيك الزراع الأيمن له ومساعده ولاحظ ان شارلوك هولمز كثيراً ما يكون عائقاً لماريعه الإجرامية. وقد أتى سيدني برنس والزوجان لارابي إلى المكتب لكي يخبروا البروفيسور موريارتي والفريد باسّيك بأن شارلوك هولمز قد جاء إلى منزلهم بحثاٍ عن الرسائل. فقرر موريارتي تحويل إنتباهَهُإلى هذه المسألة لكي يستطيع أن يقترب من هولمز ويقتله. وطلب من ماغي لارابي أن تحرر رسائل مزوّرة تشبه الرسائل التي تمتلكها أليس وطلب من جيمس لارابي أن يرسل دعوة إلى شارلوك هولمز لكي يجعله يأتي إلى ليلاً إلى مكان حيث يُدَبرون له كمين. وبمجرد ان أنتها موريارتي من أوامره، قرر التوجه إلى منزل شارلوك هولمز بشارع بيكر في محاولة للقضاء عليه خلال فترة ما بعد الظهر.

##### الفصل الثالث

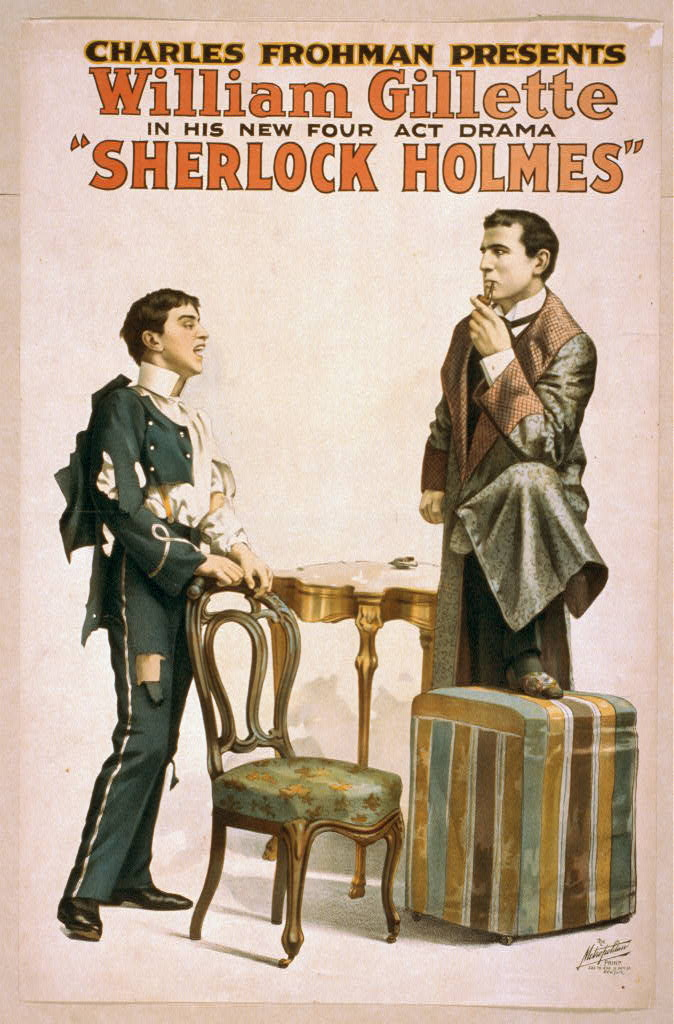
هروب بيلي - ملابسه ممزقة - بعد نزاعه مع رجال موريارتي

تكتمل الأحداث في -221 ب- في شارع بيكر حيث يسكن شارلوك. المحقق يكشف للدكتور واطسون إنه يدرك كونه الهدف الجديد للبروفسور موريارتي.

فورمان (خادم عائلة لارابي وهو يعمل لصالح شارلوك هولمز) وصل إلى -221 ب- ليخبر المحقق هولمز بأن ماغي لارابي بدأت تدبير الرسائل المزوّرة وهذا يثبت أن هناك فخ ينصب ضدّه. وفي تلك اللحظة احضر بيلي لهولمز رسالة جيمس لارابي الذي من خلالها يتقدم بدعوته نفس اليوم ليلاً ليتم عقد الأتفاق بينهم على بيع الرسائل.

عَلِمَ هولمز بجدارة أنه داخل مؤامرة، لكنه قرر مع ذلك أن يلعب اللعبة وأن يرد بالموافقة على الموعد - هنا خرج الأشخاص كلً على حدة وتركوا شقة هولمز - أدرك المحقق متأخراً أنه داخل مناورة من موريارتي لكي يخرج الزائرين من منزله - وبالفعل دخل موريارتي منزل هولمز مسلحاً بمسدس، لكن هولمز (هو أيضاً حمل مسدسه) ويصل رغم الصعوبة بجعل موريارتي يضع مسدسه على الطاولة.

ثم نادى المحقق خادمهُ بيلي (الذي أتى من الخارج بعد معاناته الطويلة للتخلص من أنصار موريارتي) وقام بالاستيلاء على بندقية ثانية مخفية بواسطة موريارتي. لكنه لا يزال يحاول استرداد مسدسه على الطاولة وإطلاق عدّة طلقات على هولمز.

لكن تلك المحاولات بائت بالفشل لان هولمز قد افرغ مسدس عدوه. خرج موريارتي من منزل هولمز منزوع السلاح مدركاً أن توجد فرصة أخرى ليلاً للقضاء على هولمز.

##### الفصل الرابع

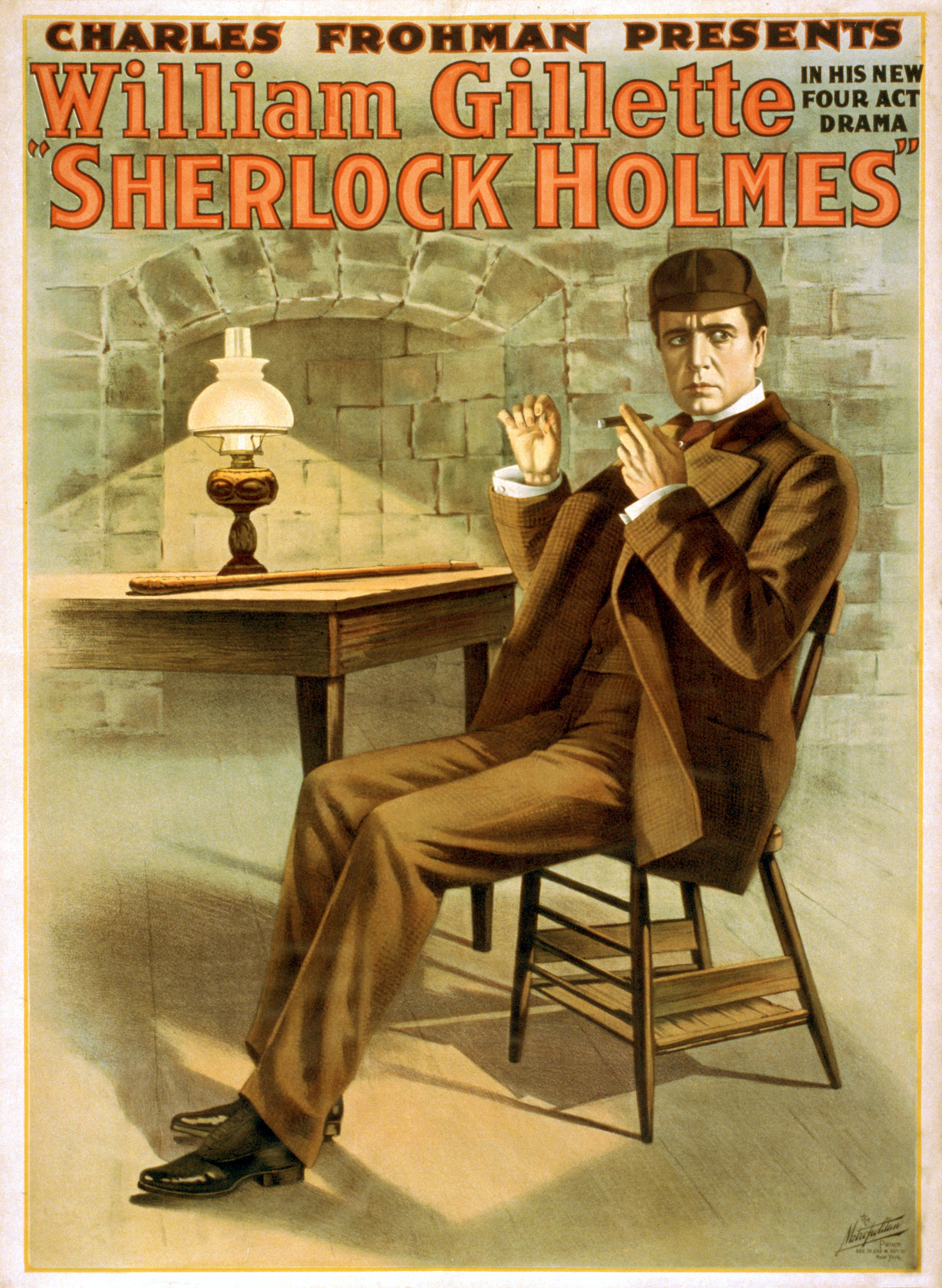
هولمز يُدَخّن السيجار داخل الغرقة

تدور الأحداث داخل المبنى الذي تم أختياره لمقابلة هولمز. ثلاث رجال من أنصار موريارتي بالخارج ينتظرون قدوم المحقق. وأتى موريارتي ليَتَفَقّد المكان وليتأكد أن شارلوك هولمز سيكون منغلقاً داخل هذا المكان ولا يستطيع الهروب لكي يتمكن من قتلهُ بواسطة الغاز السام الذي اطلقه داخل الغرفة. ولكن قبل ذلك يجب ان تجرى مناقشة بين شارلوك وبين جيمس لارابي ليشتري مجموعة الرسائل التي تم تزويرها من قِبَل ماغي لارابي.

قام رجال موريابي بالأختباء بينما قام جيمس بأنتظار هولمز. ولكن حدث شيء لم يكن متوقعاً وأصاب الجميع بالدهشة، وصول أليس إلى المكان والتي كانت تتبع جيمس في سيارة أجرة، ولكن على الفور تم التحفظ عليها من قبل رجال موريارتي الذي اصتحبها معهم إلى الخزانة الخلفية للغرفة.

و بعد إتمام السيطرة على الموقف، دخل شارلوك هولمز. وسريعاً ما أدرك المحقق رائحة الغاز السام ولكنه قرر استكمال اللعبة مع خصومه وبيع الرسائل التي إستُبدلت بمقابل مبلغ 1000 يورو. في اثناء ذلك سمع هولمز صوتاً يخرج من الخزانة الخلفية فأسرع اليها وحرر أليس من داخلها، ذلك الموقف نتج عنه وصول رجال موريارتي مستعدين للتحفظ على هولمز. عندها قالت أليس أنها مستعدة للموت مع هولمز بدلاً نت التخلي عنه.

قام هولمز بإسقاط المصباح الوحيد الذي ينير الماكن فمنذ الآن أغرق الجميع في ظلام دامس. في حالة الفوضة التي تم إنشاؤها وفضلاً عن السجارة التي كان يدخنها المحقق والتي تركها في مكانه ليقوم بعملية تمويه بأنه لا يزال موجوداً أستطاع ان يتسلل إلى الخارج هو وأليس تاركين أعدائهم بالداخل.

##### الفصل الخامس
في المشهد الأخير تدور الأحداث داخل مكتي دكتور واطسن. ولكن يختلف هذا المشهد من نسخته الأصلية عنها في النسخة الفرنسية. تبدأ النسختان بنفس الأحداث: تلقى واطسن زيارة من سيدني برنس الذي أخبره بأنه يعاني من ألتهاب في حلقة ولكن في الحقيقة هو أتى ليفحص ويتأكد إذا كان هولمز موجودا عنده أم لا
.

أدرك واطسن أن سيدني أتى اليه في مهمّة تجسس فأمرة بالخروج من مكتبه على الفور.
في النسخة الأصلية: تلقى واطسن بعد ذلك زيارة أخرى من ماغي لارابي التي جائت بحِجّة مصطنعة كما فعل سيدني، في غضون ذلك تم اْستضام كاهن بواسطة سيارة اْجرة اْمام مكتب واطسون واْدى ذلك إلى إجلاب الطوارق إلى الداخل من قِبَل السائق للتحقق من الاْصابات المحتملة. فهمت ماغي على الفور باْن واطسون يعلم اْن شرلوك هولمز متنكر في زي كاهن (قسيس) واْرادت الرحيل لتوصيل ما اْدركته من معلومات، ولكن فورمان الذي كان مختبئ داخل المكتب استوقفها بمكانها. اْراد هولمز اْن تصدر ماغي اْي اْشارة صوتية لكي يتن عنها دخول موريارتي إلى المكتب، فقام فورمان باْطلاق سراح ماغي ثانيتاً بشكل موْقت وحينها اْعطت اْشارة اْنقاذ من خلال النافذة. دخل بيلليي المتنكر في هيئة بائع جرائد الي المكتب وشرح لهم: بعد اْن تلقى موريارتي الاْشارة، انتحل صفة سائق السيارة الاْجرى والذي كان واطسون باْنتظاره. قام هولمز بإستدعاء السائق (موريارتي) لكي ياْتي ويحمل له الحقيبة التي بداخل المكتب، عندها يدخل موريارتي على المسرح مرتدياً ملابس السائق ويميل نحو الحقيبة لكي يحملها، يصل هولمز برغم الصعوبة إلى اْن يضع القيود بيد موريارتي قبل اْن يجد وقتاً للمقاومة. عند تهديده لهولمز بالاْنتقامٍ القريب، تم إلقاء القبض موريارتي من قِبَل سكوتلاند يارد. دخلت اْليس بدورها على المكتب واطسون حيث تم إستدعائها لتنتظر داخل غرفة الاْنتظار في حين دخول الكونت فون استلبورج والسيد اْدوارد ليتون (اْقارب تلك الشخصية الاْلمانية البارزة)
ليستعلمون عن الرسائل. فعرض عليهم هولمز الرسائل المزوّرة الذي قام بشرائها من عائلة لارابي، بينما الرجلان غضبا لاكتشافهما اْن تلك الرسائل لا تشبه الاْصلية، في تلك اللحظة تظاهر هولمز بالاندهاش والخجل وكاْنه لم يعلم اْنهم زائفين. عند سماعها لما حدث دخلت اْليس واْلقت الرسائل الاْصلية بوجه الرجلان لكي تنقذ شرف المحقق هولمز: وعندها تم إغلاق القضية وإصطحب واطسون الرجلان إلى الخارج وبقِيا اْليس وهولمز على المسرح بمفردهما: قرر هوامز بمصارحة اْليس واعترف هولمز لها بحيلته التي فعلها لكي تسترجع الرسائل إلى الرجلان في تلك اللحظة رفضت اْليس اْن تصدق ان كل ما قام بهولمز من تصرفت كان دون اْن يشهد اْي مشاعر حب صادقة تحوها. فتبادلا النظرات وعندها أُغلقت الستار بعد احتضان بين هومز واْليس حيث استندت اْليس براْسها على كتف المحقق.
اْما في النسخة الفرنسية: لم تكن ماغي عند واطسن بمكتبه ومشهد إلقاء القبض على موريارتي قد خُزِفَ دخل مولمز إلى واطسن متنكراً في زي راهب (قسيس) وتم إلقاء القبض على سيدني برنس. في النسخة المترجمة إلى الفرنسية حضرت اْليس مباشرتاٍ إلى مكتب واطسن ثم مشهد إلقا الرسائل بوجه الرجلان (الاْرستوقراطين الاْلمانين)، وفي آخر المسرحية قام هولمز باْحتضان اْليس وقبّلهَا على عكس النسخة الاْصلية، عاد واطسن من جديد إلى مكتبه واقترح على العاشقين الزواج على الفور. ولكن هولمز اْراد اْن يقتل موريارتي قبل اْن يوهب نفسه لزوجته المستقبلية وخرج من مكتب واطسن.

## الكتابة

### 1897 - 1899

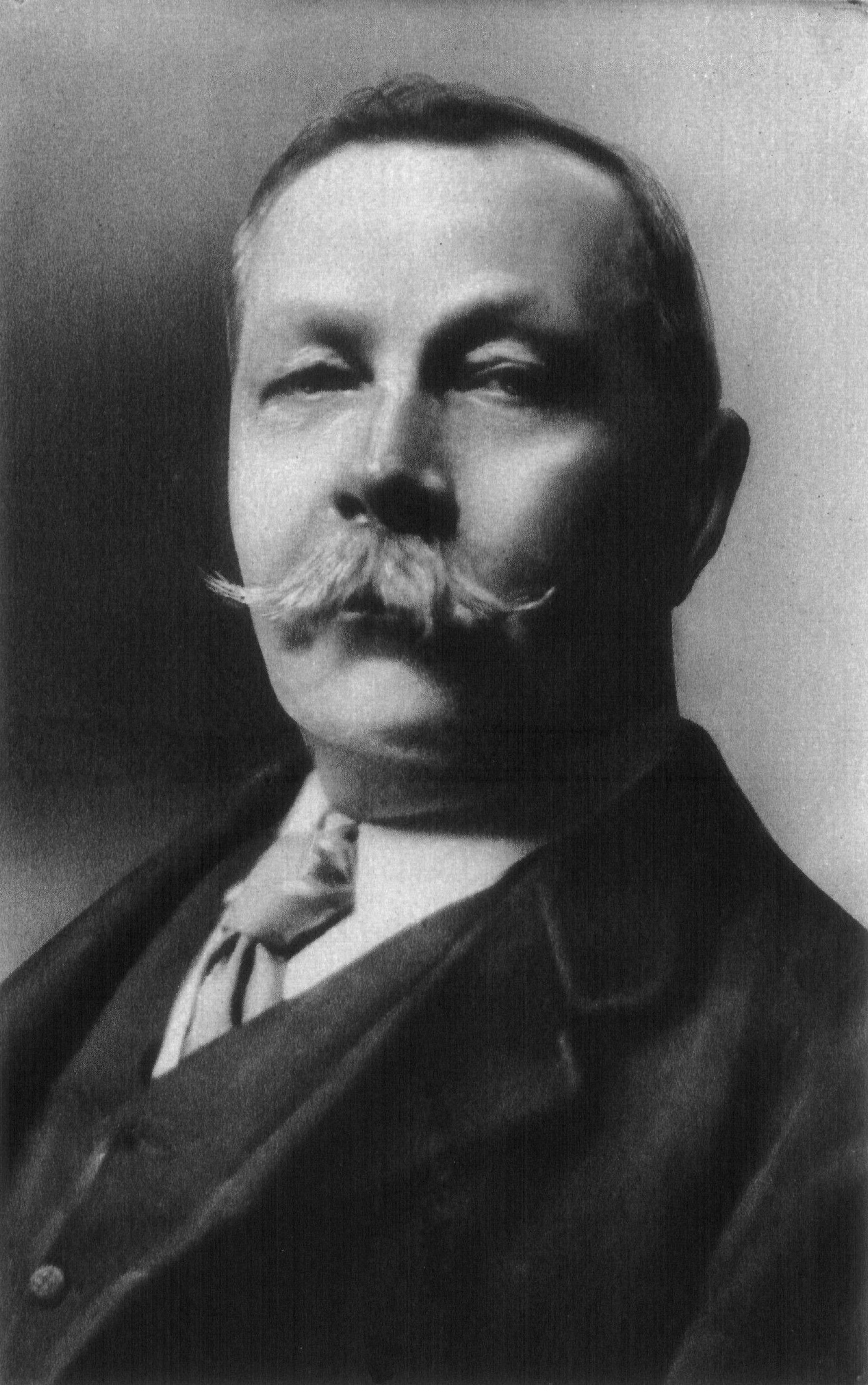
آرثر كونان دويل

في أواخر عام 1890 بدأ آرثر كونان دويل تركيز اهتمامه على التأليفات المسرحية في حين أنتقاله إلى أندرشو وكان مقر اقامته في هيندهيد سري 

في ذلك الحين كان لدى كانون احتياجات مالية كبيرة مرتبطة ببناء أندرشو، حيث كانت رواياته الأخيرة لا تسمح له بالعمل بسبب نجاحهم البسيط والقدير.
و بالرغم من أن الكاتب كان يرفض دائماً كتابة مغامرات جديدة عن شخصية شرلوك هولمز (حيث أعلن عن موت شارلوك في آخر مغامرة له) إلا أنه بداء كتابة مسرحية مؤلفة من خمس فصول في عام 1897 م والتي من خلالها جَسّدَ شخصية محققه وعرضها على المسرح مما نتج عن ذلك نجاحاً واعجاباً من قِبَل الجمهور.
تَولّىَ الممثل البريطاني هربرت بيربوهم تري الدور القيادي في المسرحية، أثم تَوجّه على الفور الي أندرشو ليحصل على نص المسرحية وكذلك ليتناقش مع أرثر كونان.

أعلنت جريدة ديلي ميل - ديلي ميل عن تلك المقابلة في 15 ديسمبر 1870 للجمهور الكبير الذي تلقى ذلك الخبر بالسعادة البالغة حيث سيُعرض المحقق على المسرح بواسطة خالقه وكاتبه.

لكن تلك المقابلة بين الرجلين بائت بالفشل: لأن هربرت بيربوم تري كان غير واقعي وموضوعي، فقد كان يريد أن يلعب على المسرح دورا شرلوك هولمز وعدوه البروفيسور موريارتي معاً.

فأشار كونان إلى الممثل بأن مستحيل أن يترك له تجسيد الشخصيتان معاً على المسرح حيث توجد مشاهد يجتمع فيها شرلوك مع البروفيسور موريارتي. لكن تري أصر على رأيه قائلاً لكونان بأن يحرر تعديلاً في السيناريو الداخلي للمسرحية مؤكداً: «أما عن شخصية موريارتي، سأضع لحية.»

و بسبب تلك الخلافات، أنقطعت العلاقات بين الرجلين. عرض كونان دويل مسرحيته على هنري ايرفينغ لكنه رفضها. ثم أعرب الكاتب لأمه غى عام 1989 عن رغبته في التخلّي عن ذلك العمل تاركاً كتاباته داخل أدراج مكتبه دون أي نشر أو أي عرض مسرحي.
بينما ألكستندر بوللوك وات (الوكيل الأدبي لكونان دويل) رفض أن تهمل تلك المسرحية ورفض التخلي عنها. فأرسل كتابات كونان إلى شارل فرومان (منتج أمريكي يقيم ب نيو يورك) وبرفقته بعض الفنانين المشاهير، على الفور قام فرومان بالأتصال بالممثل الأمريكي ويليام جيليت ليعرض عليه المسرحية. 

كان جيليت لا يعلم شيء عن شخصية شرلوك هولمز من قبل، لكن المسرحية قد نالت اعجابه كثيراً وأخذ يقراْ مجموعة الروايات التي كتبها آرثر، الخاصة بشخصية هولمز ليستطيع ان يفهم الشخصية جيداً، ثم بعد ذلك التقى بآرثر دويل ليحصل منه على أذن لكي يمثّل دور المحقق. وجد الممثل جيليت عيوب كثيرة في تلك النسخة الأولى وبالتالى أراد أجراء تغييرات ضرورية لكي يحصل على تقييم أفضل للمسرحية بعد عرضها. تَعَهّد ويليام جيليت بأعادة صياغة المسرحية كاملةً وأرسل إلى آرثر العديد من الرقيات التي تحتوى على التعديلات التي قام بها لكى يعرف رأي كونان وموافقته على التعديلات . بينما آرثر كونان في البداية لم يكن مقتنعاً أو متقبلاً لفكرة التغيير في النص الذي قام هو بكتابته ولم يكن يجيب على تلك البرقيات المُرسلة إليه. ولكن تغير الموقف وأصبح مخترع شخصية شارلوك هولمز يترك الحرية لجيليت في أعادة صياغة المسرحية.

سأل جيليت آرثر كونان في واحدة من برقياته: «هل أستطيع أن أجعل شرلو هولمز يتزوج؟». تَعِبَ كونان من كثرة الأتصالات فأجاب عليه قائلاً: «بأمكانك ان تقتل شارلوك هولمز، أو تجعله يتزوج، أو ان تفعل كل ما تريد.» 

كان رد كونان مفاجئً بالنسبة لجيليت، الذي أدرك بوضوح عدم رغبة كونان في أحتواء المسرحية على أي مشاعر رومانسية. واْ خيراً انتهى ويليام جيليت من كتابة مسرحية جديدة كلّياً في خلال اْربع اْسابيع فقط، واحتفظ بالقليل من العناصر المذكورة في النسخة الاْصلية التي اْلّقها كونان ومنها الشخصيات الرئيسية: (هولمز، واطسون، موريارتي) ومنهم اْيضاً خادم المحقق الذي ظهر من قبل في اْحد روايات كونان وقد قرر جيليت إسترجاعه باْسم (بيللي). ولا نعلم إن كان هناك اْي عناصر اْخرى من النسخة الاْصلية فضّل جيليت الاْحتفاظ بها ضمن نصّهُ، لاْن الكاتب المسرحي الاْمريكي لم يكن محتفظاً بالنسخة الاْصلية الوحيدة المُحررة من قِبَل كونان دويل، والذي حكم عليها باْنها سيئة والذي اْفصح اْيضاً باْنه من المستحيل دراسة النقاط المشتركة بين النصين.

### الإستوحاء من كانون
بعد فراْته للروايتين والاْربع وعشرين قصة قصيرة عن شرلوك هولمز الصادرين من عام 1887 إلى 1983، اْعاد ويليام جيليت في نسخته المسرحية التسلسلات العديدة من مغامرات كونان الخاصة بشرلوك هولمز.

استوحى جيليت كتاباته من تلك الروايات وخصوصاً من فضيحة بوهيما 1891 (اْول قصة قصيرة كُتِبَت من الستة وخمسين قصة عن مغامرات شرلوك هولمز)، والتي تضمّنت انجزاب مشاعر شرلوك هولمز نحو اْمراءة تُدعى في رواية آرثر: إيريني اْدلر وفي رواية جيليت تُدعى اْليس فولكنر. 

كما اْن في النسخة الجديدة، اْخبر هولمز السيد لارابي باْندلاع الحريق داخل منزله، لكي تكشف الفتاة الشابة (إيريني / اْليس) عن المكان الذي تخبئ فيه الرسائل عن طريق حركة لا إرادية تجاه المقعد داخل الغرفة لأنقاذ الرسائل من النيران. تلك الخدعة التي قام بها هولمز هي الاْخرى مستوحاه من قصة: الرسائل المسروقة 1844 للكاتب إدغار آلان بو. في آخر القصة المسرحية، يذهب هولمز إلى واطسون مرتدياً زي رجل الكنيسة (قسيس) اْثناء معرفته بوقوع حادث اْمام مكتبه، استخدمت نفس الحيلة في فضيحة بوهيما.
استوحى الكاتب المسرحي اْيضاً في كتاباته من مغامرة «المشكلة الاْخيرة » 1893 (وهي اْيضاً واحدة من الستة وخمسين قصة قصيرة لشرلوك والتي قام بكتابتها ى رثر كونان) وهي المغامرة الوحيدة التي نُشِرَت في ذلك الحين، وتتضمن التنافس والمواجهة بين شرلوك هولمز وبروفيسور موريارتي. في مسرحيته، اْعطى جيليت لموريارتي الاْسم الاْول (روبير) بينما آرثر اْسمى شخصيته بعد ذلك (جيمس) حيث اْن لم يتم ذكر اْسم موريارتي في المشكلة الاْخيرة .

القبض على موريارتي في النسخة الاْصلية من المسرحية (وليست في النسخة المترجمة بالفرنسية من قبل بيير دوكوريسل) مستوحاه من القبض على جيفرسون هوب في دراسة بالقرمزي 1887 حيث قام شرلوك هولمز بسرعة بالغة بتقيد موريارتي بالاْغلال لكي لا يترك له مجالاً لمحاولة الهرب.

الردود والاْفعال القصيرة يتم نسخها من مغامرات اْخرى لكانون، وبصورة خاصة من مغامرة سر وادي بوسكومبي (واحدة من الستة وخمسين مغامرة لهولمز للكاتب آرثر كونان) مثل رد هولمز على واطسون فيما يتعلق بخدّه الاْيمن الغير محلوق بعناية. ومن مغامرة علامة الاْربعة (المغامرة الثانية لشرلوك هولمز للكاتب آرثر وهي اْيضاً واحدة من الستة وخمسين قصة قصيرة)عندما قال واطسون لهولمز إذا سيشتمل التخدير على المورفين والكوكايين معاً، فاْجاب هولمز على هذا السوْال باْنه يستخدم محلول يحتوي على سبعة بالمئة من الكوكايين.

بطريقة اْكثر شمولية، اْعطى جيليت لشخصية هولمز سِمَة قريبة ومولائمة من تلك التي اخترعها كونان دويل. يقول هنري زكير اْن شرلوك هولمز يدخن بصورة دائمة، يتعاطى المخدرات، ويبدو دوماً في حالة اْسترخاء وهدوء وواثق في نفسه كثيراً لدرجة تصل إلى الغطرسة ويظهر ذلك بوضوح في الاْحوال الاْكثر خطورة.

على الرغم من اْن شخصية شرلوك هولمز التي اْعاد كتابتها جيليت عَبّرت مراراً وتكراراً عن مشاعر حب تجاه اْليس فولكنر، إلا اْن الشخصية التي ابتكرها آرثر دويل لا يُظهِر اْي ميل تجاه النساء التي يقابلها، اْما عن مشاعره تلك تجاه أيريني اْدلر تبقى غامضة.

### إعادة كتابة النص
على مر السنين والعروض المسرحية لمغامرات شرلوك هولمز، قام ويليام جيليت باْعادت النص المسرحي عدّة مرات من اْجل إجراء بعض التعديلات الرئيسية والمهمة. ومن الجانب الاْخر ظهرت العديد من الكتابات المسرحية بالنسخة الاْنجليزية. اْغلب تلك النسخ (الاْنتقالية) لم تُنشر. تم عرض المسرحية لفترة طويلة دون اْن تُاع في البلاد الاْنجلوسكسونية> النسخة المسرحية الاْولى من حيث الحجم عُرِضَت على عدد كبير من الجمهور الاْمريكي ولم تعرض إلا موْخراً وطُبعت باللغة الفرنسية في عام 1922.
طبعة أُخرى تتضمن اْحدث التعديلات التي قام بها جيليت وتم نشرها في عام 1935. 

بصفة عامة، التغييرات التي قام بها جيليت على مر الزمان هي مجرد قصاصات من النص الاْصلي لكي يكسب بسرعة وبكثافة اْكثر. وقد تم اْختصار بعض النسخ المتماثلة واْوإزالتها كلّياً. الفصل الاْخير أُعيد صياغته مراراٍ وتكراراً من قِبَل جيليت على مر الزمان. بما في ذلك الحوار الذي ضار بين شرلوك هولمز واْليس فولكنر قبل احتضانهما. وفي نسخة تتوسط كل تلك الاْصدارات اْعلن شرلوك هولمز واْليس زواجهما، على عكس النسخة الاْصلية.

و في النسخة التي صُدِرَت عام 1929، إعلان الزواج تم حزفه من جديد واْعطى جيليت لاْليس موقفاٍ اْكثر ثقة في التعبير عن مشاعرها تجاه المحقق. في حين اْن المحقق لا يتحدث كثيراً ولم تكن له الكلمة الاْخيرة. وفي اثناء هذه التغييرات المتاْخرة التي لم تتكيف مع سن جيليت ويليم الذي اقترب إلى الخمس والسبعين سنة والذي لم يكن يستطيع الوقوف على خشبة المسرح اْمام ممثلة شابة (التي تقوم بدور اْليس) وتصرح له عن مشاعرها بمثل هذه الكلمات واْصبح لا يليق بسنّه مثل تلك هذه المشاهد.

## الاْستقبال النقدي
منذ اْول العروض للمسرحية، تم إستقبالها بالترحيب والانبهار من قِبَل الصحافة والجمهور صفّق بشدّة بعد العرض. آلان دايل، من صحيقة نيو يوك، رحّب واْبدى إعجابه بالمناخ المسرحي والموسيقى المُرهِبَة بالاْضافة إلى جودة المشجاْة، وكتب تلك المقولة حرفياً : " it was really the creme de la creme of Sherlock Holmes ". وخلال جولة لندن 1901 تَلَقت المسرحية العديد من النقد الاْيجابى اْكثر مما كانت عليه في الولايات المتحدة. وبرغم ذلك، العديد من النقاط السلبية تم كشفها من قِبَل النقّاد، واْعتبروا بعض المشاهد والمقاطع ليست ذات مصداقية لاْن اْعداء المحقق تم إلقاء القبض عليهم بسهولة بالغة، وبالاْخص البروفيسور موريارتي. إعلان الحب بين هولمز واْليس تُعتَبَر في بعض الاْحيان مستحيلاً وتَسَرُعَاً، وبعض خيبة الاْمل في تلك الفصل الاْخير الذي ينحرف بعيداً تماماً عن شخصية شرلوك هولمز الكلاسيكية.

وفقاً لكولين روزماري ودون ويلميث، الفصل الاْكثر اْعجاباً لدى الجمهور (والذي يعتبر الاْكثر شُهرة) والتي تدور اْحداثها داخل الغرفة التي قام جيمس لارابي باْستدعاء هولمز بها للاْتفاق على شراء الرسائل. واْكد هنري زكير اْن هذا الفصل يُعَتَبر (الاْكثر اثارة) في المسرحية وبالاْخص في المشهد الاْخير للفصل حين استطاع هولز الهروب من اْعداءه مستخدماً حيلة يراد بها صرف الاْنتباه عنه. ومن تلك المشاهد اْيضاٍ التي حازت على إعجاب الجمهور خاصتاً نهاية الفصل عندما حاول موريارتي إتلاق عدّة طلقات على هولمز ولكنه لن يستطيع اْن يصيبه. إغلاق ذلك الفصل برد مرح قاله هولمز لخادمه بيللي : " you are a good boy " في حين فشل بيللي في محاولة قتل، مما اْزهل الحضور والذين بداءوا يتهامسون خلال فترة الاْستراحة التي لحقت بالمشهد.

دائماً وفقاً لكولين روزماري ودون ويلميث، كان السبب الرئيسي لنجاح مسرحية جيليت هو الاْثارة والتشويق ونظرة المؤامرة إلى جانب الاْعمال التقنية في الاْضواء داخل المسرح. يصفوا الكتّاب استخدام الاْضواء الفنّية بـ (ثوريّة العصر) لتضخيم الاْجواء الغامضة، كل فصل يبداء اْو ينتهي بارتفاع اْو انخفاض مُتَدَرّج للإضائة، واْصبح استخدام هذه الاْضواء وسيلة للدعاية والإعلان عن المسرحية. وخلال جولته الاْولى في اْنجلترا تم بث ونشر ملصقات تحمل عبارة : " with the Lyceum lighting effectes "، علامة اْيضاً غير مباشرة للاْقناع باْن الموْثرات الضوئية كانت موضع تقدير وإعجاب من الجمهور خلال عروض لندن في مسرح لندن (ليسيوم تياتر).

## أقتباسات

### السينما والتلفزيون
هولمز في السينما والمسرح والتلفزيون 
خلال اْقل من 110 سنة، قَدّمت السينما شخصية شرلوك هولمز في اْكثر من 300 فيلم، بواقع عملين كل عام على الاْقل، وذلك عبر السينما الاْمريكية والاْلمانية والبريطانية والفرنسية والدنيماركية والاْيطالية وكان الفيلم الاْول لهولمز عام 1900 عبر السينما الاْمريكية وكان بعنوان: شرلوك هولمز الحائر.
شهِدَت المسرحية الكثير من الاْقتباسات على الشاشاة الكبيرة (السينما). في عام 1916 عَمِلَ ويليام جيليت على اقتباس لنص مسرحيته ولكن في هيئة فيلم، عنوان الفيلم: «شرلوك هولمز» وفي الوقت الحالي يُعتَبَر هذا الفيلم مفقوداً. ومن جديد تم اقتباس المسرحية وعُرِضت على الشاشة الكبيرة في عام 1922 وكان الفيلم اْيضاً يحمل عنوان «شرلوك هولمز» حيث كان يلعب جون باريمور دور البطولة (هولمز)، ويُعَتَبر هذا الفيلم اْيضاً مفقوداٍ إلى اْن قامت شركة اْفلام باْكتشافه من جديد في عام 1970 وقامت بتجديده. شَهِدَت المسرحية اقتباس ثلث في السينما في عام 1932 دائماً يحمل الفيلم عنوان: «شرلوك هولمز» وقام بدور البطولة سليف برووك.

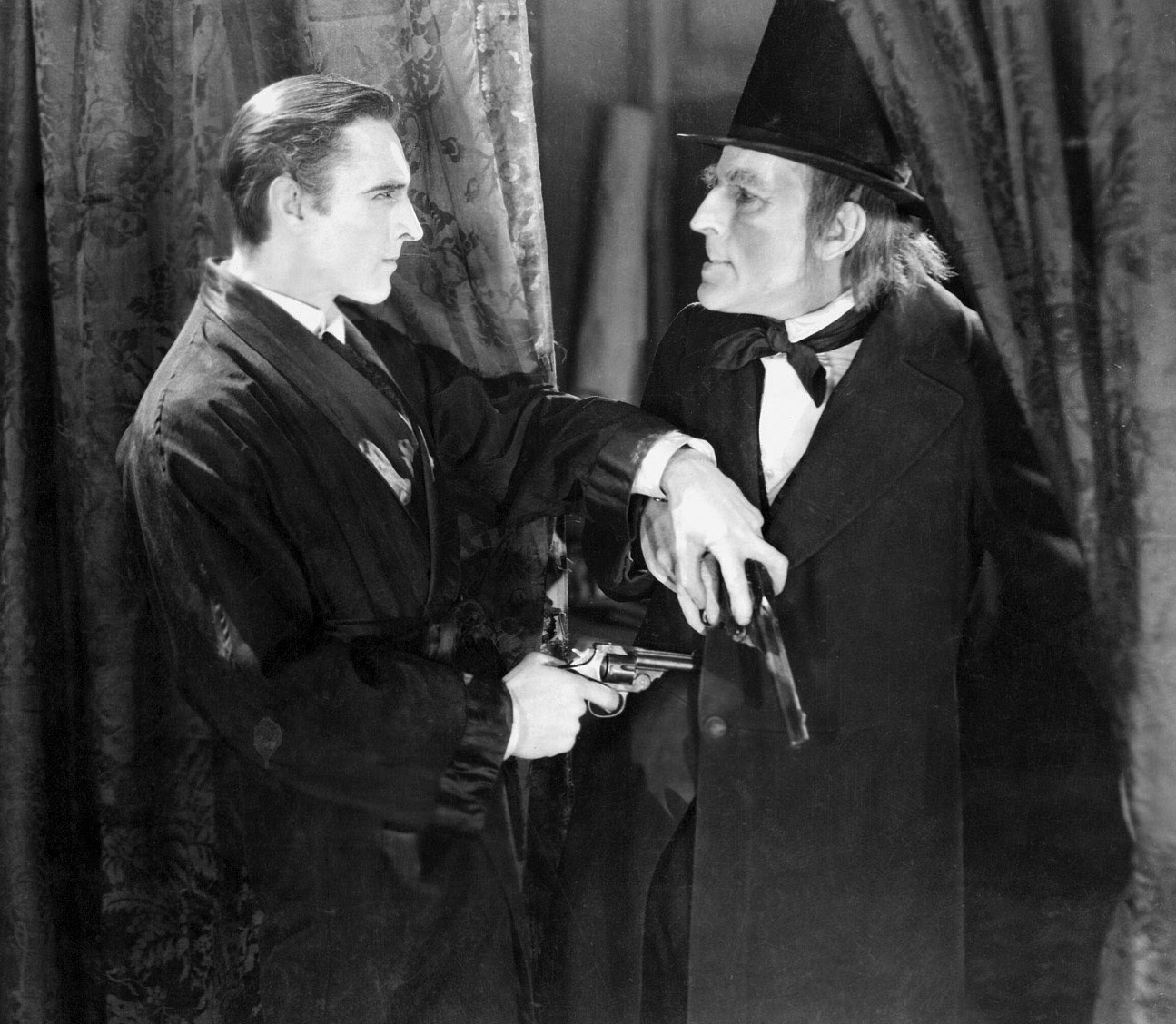
شرلوك هولمز (جون بارريمور- على الجانب الاْيسر) و موريارتي (جوستاف فان سيفرترتيتس) فيلم لعام 1922

في عام 1932، الفيلم الاْميريكي مغامرات شرلوك هولمز ثاني فيلم لسلسلة الاْفلام التي يجسد فيها باسيل راثبون شخصية شرلوك هولمز ويجسد نيجل بريوس شخصية الدكتور واطسون واْعلن اْن اقتباسه للقصة كان من مسرحية في عام 1899. مع ذلك فاْن الموْامرة بداخل الفيلم قد لا تحتوي إلا على القليل من القواسم المشتركة بينها وبين النسخة الاْ صلية. 

في عام 1967ن شهدت المسرحية اقتباس تلفزيوني في فرنسا والتي أُزيعت على قناة الاْولى من «هيئة الإزاعة التلفزيونية الفرنسية» بمناسبة عيد راْس السنة. ألفيلم السنيمائي يحمل اْسم مغامرات شرلوك هولمز وهو يَتَضَمّن اقتباس شديد الدقّة من المسرحية في نسختها المُتَرجمة من قِبَل بيير دوكورسيل : معظم نماذج الردود المُقَلَدة مُستَمَدّة بشكل مباشر من تلك الترجمة. «شرلوك هولمز» تم تجسيد شخصيته من قِبَل : جاك فرنسواه اْما عن شخصية «موريارتي» فقام بتجسيدها : جورج اسلان وشخصية «واطسون» قام بتجسيدها : جاك اْلريك  و«اْليس» قامت بدورها : إيديث سكوب، الفيلم السينمائي متوفّر متاح للتحميل على موقع الاْرشيف : «المعهد الوطني السمعي - البصري».

في عام 1982، شَهِدَت المسرحية اْقتباساً آخر على شاشة التلفزيون بفرنسا والتي صُنِعَت من قِبَل جون هينين. الفيلم السنمائي تم عرضه في 5 اْكتوبر 1982 مع بول جوير الذي قام بدور «هولمز»، وفرنسواه ميستر في دور «موريارتي» (وقد قدّم هذان الممثلان مسرحية في نفس العام).

### الراديو
في 18 نوفمبر 1935، ويليام جيليت (قد بلغ من العمر 82 عاماً) يلعب دور شرلوك هولمز في اقتباسات على هيئة مسرحية متسلسلة على الراديو والتي كانت تزاع على WABC (AM) وهي محطة إزاعة براديو نيو يورك.
وكانت تلك الحلقات تزاع برنامج إزاعي يسمى مسرح لوكس ريديو ويستمر خمسون دقيقة. 

جريدة نيو يورك تايمز

## قائمة بالمراجع
الكتب أو المقالات التي إستُخِدمت كمصادر لتحرير هذا المقال: 
1. جون بيير كروكيه ، السير آرثر كونان دويل - التكامل/21 - مسرحية كاملة، باريس، 1989، 231 ص.
2. (نسخة إنجليزية) روزماري كولين ، دون ب. ويلميرث ، المسرحيات التي كتبها ويليام جيليت ، مطبعة جامعة كامبريدج ، 1983، 276 ص.
3. (نسخة إنجليزية) هنري زكير ويليام جيليت ، أمريكا شرلوك هولمز ، شركة إكسليبريس ، 2011، 734 ص.